# Ukwap dwupienny
Ukwap dwupienny (Antennaria dioica (L.) Gaertn.) – gatunek rośliny z rodziny astrowatych. Rośnie w strefie umiarkowanej Europy i Azji od Hiszpanii i Irlandii po Wyspy Japońskie i Rosyjski Daleki Wschód. W Polsce rośnie na terenie całego kraju. Gatunek uprawiany jest jako roślina ozdobna.

## Morfologia

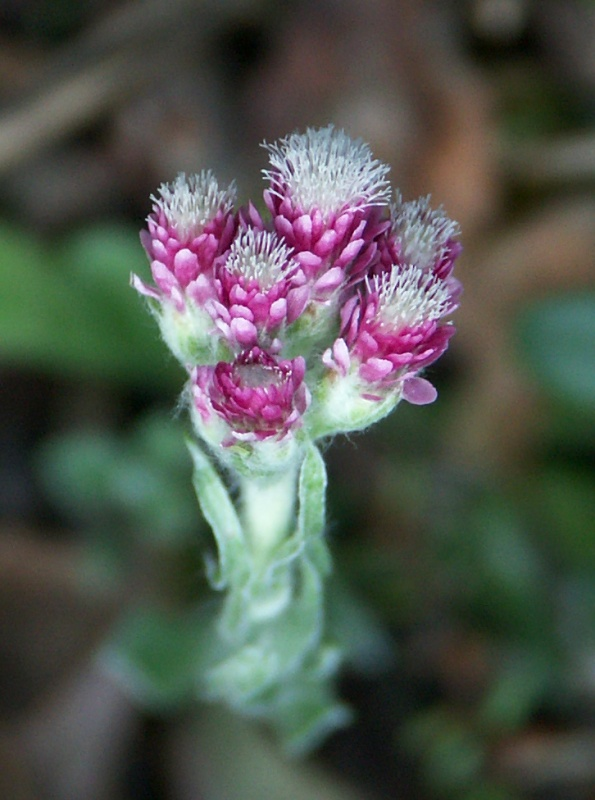
Kwiatostany

PokrójRoślina zielna o wzniesionych, nierozgałęzionych łodygach o wysokości od kilku do 20 cm (rzadko do 35 cm), z długimi, płożącymi i gęsto ulistnionymi rozłogami.
LiścieDolne i na rozłogach łopatkowate lub odwrotnie jajowate, u nasady zwężone w ogonek, na wierzchołku tępe lub z krótkim ostrzem. Osiągają do 2 cm długości i 8 mm szerokości. Liście łodygowe wąsko lancetowate, także do 2 cm długości (ku szczytowi łodygi są coraz krótsze), ale tylko do 2 mm szerokości. Owłosienie liści jest zmienne – blaszki mogą być obustronnie srebrzystobiało, gęsto owłosione, mogą być owłosione jednostronnie (od spodu), lub mogą być nagie lub niemal nagie z obu stron.
KwiatyZebrane w koszyczki, a te zebrane po 3–8 w szczytowe, baldachokształtne wiechy. Gatunek wyróżnia się rzadko występującą w rodzinie astrowatych dwupiennością; kwiaty męskie i żeńskie występują na różnych roślinach. Koszyczki żeńskie osiągają do 1 cm długości. Mają barwne listki okrywy koloru czerwono-różowego do srebrzystobiałego ułożone w 3–4 szeregach. Koszyczki z kwiatami męskimi są mniejsze (do 7 mm długości) i mają dwa szeregi listków okrywy. Dno koszyczków jest stożkowate, do 1 mm szerokie.
OwoceNiełupki z puchem kielichowym do 4 mm długości złożonym z włosków zazębionych brzegami, na szczycie rozszerzonych.

## Biologia i ekologia
Bylina, chamefit. Kwitnie od maja do sierpnia. Rośnie w miejscach suchych i ubogich siedliskowo, na glebach ubogich w węglan wapnia, zarówno w formacjach trawiastych, krzewinkowych (na wrzosowiskach), jak i leśnych. Gatunek charakterystyczny dla klasy (Cl.) Nardo-Callunetea. Liczba chromosomów 2n = 28.

## Zastosowanie
Rośliny tego gatunku uprawiane są jako ozdobne. Nadają się na rabaty kwiatowe i do ogrodów skalnych. Mogą być też roślinami okrywowymi. Wysuszone kwiatostany używane są do suchych bukietów.

## Uprawa
Roślina jest w pełni mrozoodporna (strefy mrozoodporności 5–9), może rosnąć w pełnym słońcu lub w półcieniu. Wymaga wilgotnej i przepuszczalnej gleby. Rozmnaża się przez nasiona lub podział.
Oprócz typowej formy uprawiane są również odmiany ozdobne, np.:
- 'Rosea' o głęboko różowych koszyczkach kwiatowych
- 'Australis' o srebrzystoszarych łodygach i białych kwiatach

## Zagrożenia i ochrona
Gatunek umieszczony na polskiej czerwonej liście w kategorii NT (bliski zagrożenia).